# Los muertos
Los muertos és una pel·lícula dramàtica argentina del 2004 dirigida per Lisandro Alonso. Es considera part de la "Trilogia de l'home solitari" d'Alonso, que també inclou La libertad i Liverpool.

## Sinopsi
Vargas, un home que passa de la cinquantena és alliberat de la presó on complia condemna per assassinar els seus germans a la presó de Corrientes, i en sortir busca a la seva filla ja adulta. El viatge de Vargas és lent i contemplatiu, tot i que Alonso es nega a exterioritzar la seva psicologia, fent que gran part dels esdeveniments de la pel·lícula siguin oberts i impressionistes.

## Repartiment
- Argentino Vargas com a Vargas
- Francisco Dornez
- Yolanda Galarza
- Víctor Varela
- Francisco Salazar
- Hilda Chamorro
- Ángel Vera
- Javier Lenciza
- Raúl Fagundez
- Saúl Gómez
- Miguel Altamirano
- Raúl Ramírez
- José Urdangarín
- Mario Omar
- Ricardo Arriola
- Feliciano Isla
- Jorge Araujo

## Premis
Ha estat premiada amb el premi càmera independent al Festival Internacional de Cinema de Karlovy Vary, amb el premi de la crítica al Festival de Cinema de Lima, el premi Cinemaavvenire al Festival de Cinema de Torí, el premi Fipresci a la Viennale o el Premi especial del Jurat al Festival Internacional de Cinema d'Erevan.